# Rua Regente Feijó
Rua Regente Feijó — em homenagem ao regente uno Diogo Antônio Feijó — é um arruamento do Centro do Rio de Janeiro. A rua começa na Rua Visconde do Rio Branco e passa pelas ruas da Constituição, Luís de Camões, Buenos Aires, Senhor dos Passos, da Alfândega, Avenida Presidente Vargas e termina na Avenida Marechal Floriano.
Via muito antiga bem estreita, há pouca circulação de automóveis no local e com o passeio mínimo. É formada principalmente por sobrados dos séculos XVIII, XIX e início do XX. É conhecida pela quantidade de sebos no local — registram-se pelo menos quatro lojas desse tipo ali, além de outros comércios tradicionais. Fica nas cercanias do Sociedade de Amigos das Adjacências da Rua da Alfândega (Saara), do Campo de Santana e também próximo da Praça Tiradentes. Alguns imóveis dessa rua se encontram tombados pelo Instituto Estadual do Patrimônio Cultural (INEPAC).